# Родригес, Серхио (велогонщик)
Се́рхио Родри́гес Ре́че (исп. Sergio Rodríguez Reche; род. 22 февраля 1992, Памплона) — испанский шоссейный велогонщик, выступающий на профессиональном уровне с 2017 года. Победитель испанского национального первенства, участник таких престижных гонок как «Классика Сан-Себастьяна» и «Вуэльта Бургоса» в составе проконтинентальной команды Euskadi–Murias.

## Биография
Серхио Родригес родился 22 февраля 1992 года в городе Памплона автономного сообщества Наварра, Испания.
В период 2012—2013 годов выступал в любительской испанской команде Seguros Bilbao. Одно из наиболее значимых достижений в это время — третье место в однодневной молодёжной гонке «Сиркуйто Айяла».
Сезон 2014 года провёл в команде Gipuzkoa-Oreki. Был лучшим в гонках «Торнео Итароа», «Премио Аюнтамьенто де Сопелана», «Мемориал Эчанис», «Сан-Бартоломе Сари Нагусия». Финишировал вторым на «Ксанистебан Сария». На молодёжном шоссейном чемпионате Испании, закрыл десятку сильнейших в индивидуальной гонке с раздельным стартом, тогда как в групповой гонке занял 21 место.
В 2015 году представлял любительскую команду проконтинентального клуба Caja Rural-Seguros RGA. Показал второй результат на «Гран-Премио Сан-Антонио», стал третьим на «Вуэльте Саморы» и «Вуэльте Леона».
В 2016 году представлял команду Infisport-Alavanet. Одержал победу на первенстве Страны Басков, занял второе место в гонке «Пруэба Алсасуа», выиграл второй этап «Вуэльты Саморы», тогда как в генеральной классификации оказался на третьей позиции.
Дебютировал на профессиональном уровне в 2017 году в составе новосозданной боливийской команды с одноимённым названием Bolivia, имевшей континентальную лицензию. Тем не менее, провёл здесь лишь несколько месяцев, вскоре вернувшись на любительский уровень в команде Fundación Euskadi. В это время стал чемпионом Испании в одной из дисциплин элитной категории, одержал победу на «Ксанистебан Сария», выиграл четвёртый этап «Вуэльты Леона», занял третье место на «Сан-Хуан Сари Нагусия», принял участие в нескольких гонках первой категории.
В 2018 году перешёл в испанскую проконтинентальную команду Euskadi–Murias. В составе этого коллектива впервые выступил в гонке мирового тура «Классика Сан-Себастьяна», финишировав на 69 позиции, полностью проехал многодневную гонку высшей категории «Вуэльта Бургоса», где занял в генеральной классификации 93 место.